# ماشین (فیلم ۲۰۱۷)
ماشین (به انگلیسی: Machine) فیلمی هندی محصول سال ۲۰۱۷ و به کارگردانی عباس–موستان است. در این فیلم بازیگرانی همچون کیارا ادوانی، مصطفی بورماوالا، رونیت روی، شارات ساکسنا، جانی لور و دالیپ تاهیل ایفای نقش کرده‌اند.